# Chase Armitage
Chase (2 de agosto de 1985)Nacido en Basingstoke, Inglaterra, es un actor británico conocido mayormente por ser un traceur (practicante de parkour) y freerunner (practicante de freerunning) igualmente dedicado a las artes marciales

## Historia
Chase es un joven inglés que desde pequeño siempre se sintió atraído por las artes marciales: 10 veces campeón de Inglaterra de Wu-Shu (deporte de exhibición y de contacto, derivado de las artes marciales de China) y exmiembro del equipo nacional de Inglaterra de Wu-Shu. Su gran don siempre fue la agilidad. Chase Armitage también es uno de los padres del parkour; ya desde pequeño siempre le gustó trepar, saltar y hacer piruetas. Chase pronto saltó a la fama por sus piruetas imposibles y su gran habilidad en el free-running. Hoy día se gana la vida como profesional de parkour: entre otros éxitos, participó en los spots publicitarios de XBox, LaCaixa, Sprite, MTV, varios espectáculos de TV, Shows y promociones como la apertura del circuito de F1 de Baherín o la presentación de PlayStation 2 y fue uno de los bailarines del videoclip de David Guetta, Love don’t let me go. Involucrado con el equipo estilo freerun "3Run"

## Videos Destacados
http://www.youtube.com/watch?v=W52wUwk5P7o
http://www.youtube.com/watch?v=iIqSyeXqxmU
http://www.youtube.com/watch?v=MmTzrp3J6fk
- Datos: Q2836945